# Nowopidkriaż
Nowopidkriaż (ukr. Новопідкряж) – wieś na Ukrainie, w obwodzie dniepropetrowskim, w rejonie dnieprzańskim, w hromadzie Mohyliw. W 2001 liczyła 1089 mieszkańców, spośród których 1068 wskazało jako ojczysty język ukraiński, 20 rosyjski, a 1 białoruski.